# Шиманський Олександр Петрович
Шиманський Олександр Петрович (20 червня 1944 — 12 січня 2021) — балетмейстер, лауреат Хмельницької обласної премії ім. Т.Шевченка (1992 р.), заслужений артист України (1997 р.), лауреат Хмельницької міської премії ім. Б. Хмельницького (1998 р.)

## Біографія
Шаманський Олександр Петрович народився 20 червня 1944 р. в с. Став-Слобода Радомишльського р-ну Житомирської обл.
Навчався в ЗОШ № 1 (нині НВО № 5), танцював у Палаці піонерів. Закінчив Київське естрадно-циркове училище (1965), закінчив факультет режисури Прикарпатського національного університету ім. В. Стефаника.
Працював у Чернівецькій філармонії артистом ансамблю «Буковина». Після переїзду в м. Хмельницький працював у «Подолянці» (нині «Козаки Поділля»), згодом у Луганському та Херсонському ансамблях. У 1968 р. повернувся в м. Хмельницький. Артист балету облмуздрамтеатру ім. Г. Петровського.
Зіграв ряд драматичних ролей в спектаклях: оперета «Вісімнадцять літ» В. Соловйова-Сєдого, Свирида в опереті В. Цегляра «Дівчина і море», Альдемаро в «Учителі танців» Лопе де Вега, Івана в драмі В. Суходольського «Устам Кармелюк» та ін. (1968—1976).
З 1976 по 1986 р. працює в Красноярському театрі опери і балету. Після повернення в Україну приступив до здійснення давньої мрії: поставити повнометражний балет у Хмельницькому драмтеатрі. Його балетна мініатюра «Планета кохання» (1988) з успіхом пройшла на гастролях у Свердловську (Росія). Далі були «Кохання… Кров… Вогонь» (1989), «Українкою я народилася» (1991), «Віліси» (Жізель) А. Адана «Есмеральда» Ч. Пуньї, «Легенда про кохання» Ф.Амірова (1993—2003), «Поема» З.Фібіха, «Аве Маріє» (муз. Ф. Шуберта), «Адажіо» (муз. Т. Альбіноні), «Лілея» (за мотивами тв. Т.Шевченка).
Здійснив постановки балетних дивертисментів у Вінницькому, Івано-Франківському, Коломийському, Дрогобицькому, Рівненському, Львівському ім. Марії Заньковецької драмтеатрах.

## Нагороди
- Заслужений артист України (1997)
- Лауреат обласної премії Т. Г. Шевченка (2003)

## Хореографічні Постановки
- «Планета кохання» (1988)
- «Кохання… Кров… Вогонь» (1989)
- «Українкою я народилася» (1991)
- «Віліси» (Жізель)
- «Есмеральда» Ч. Пуньї
- «Українкою я народилася»
- «Легенда про кохання» Ф. Амірова (1993—2003)
- «Весела вдова» А. Легара (1997)
- «Аве Марії» (муз. Ф. Шуберта)
- «Адажіо» (муз. Т. Альбіоні).